# رودريغو تابيا (لاعب كرة قدم)
رودريغو تابيا (بالإسبانية: Rodrigo Tapia)‏ (13 مارس 1988 بتشيلي - ) هو مدرب كرة قدم ولاعب كرة قدم تشيلي في مركز الهجوم. لعب مع أرتورو فرنانديز فيال وكولو-كولو وديبورتيفو نوبلينس ‏ وDeportes Ovalle ‏ وديبورتيس إيكيكي.

## وصلات خارجية
- رودريغو تابيا على موقع قاعدة بيانات كرة القدم.إي يو (الإنجليزية)